# 超子光學瞄準鏡
超子瞄準鏡（俄语：Гиперо́н，意為：超子）是一系列由俄罗斯位於莫斯科州紅山市的克拉斯諾戈爾斯克S.A.茲韋列夫記念工廠首席設計師B.P.邁科夫基於“防盜”計劃研製、並且由原廠生產的望遠式光學瞄準鏡，整個系列都專為偵察用途以及輔助狙擊步槍（SVD、SVDK等）進行精確瞄準後射擊而設計。2001年，超子系列獲得採用而服役。

## 系列組成
每款光學瞄準鏡的俄罗斯国防部火箭炮兵装备总局代號如下：
- 1P59（俄语：1П59）：配用於SVD 7.62×54毫米俄罗斯口徑狙擊步槍；
- 1P69（俄语：1П69）：配用於SV-98 7.62×54毫米俄羅斯口徑狙擊步槍；
- 1P70（俄语：1П70）：配用於SVDK 9.3×64毫米“布倫內克”（英语：9.3×64mm Brenneke）口徑狙擊步槍；和
- 1P71-1（俄语：1П71-1）：配用於ASVK 12.7×108毫米俄羅斯（.50俄羅斯）口徑反器材狙擊步槍

## 瞄準鏡功能
瞄準鏡可提供的功能：
- 能夠在100到1,300公尺的範圍以內進行瞄準射擊；
- 在100至1,000公尺的射擊範圍以內自動進入瞄準角度；
- 能夠在不改變既定的瞄準角度的情況以下改變放大倍率，並且在3—10倍的任一倍率範圍以內按所選距離射擊目標；
- 背光式瞄準標線（英语：Reticle）和距離刻度，亮度可調節；
- 物鏡的大型入射瞳，可以在黃昏和夜間精確射擊。
- 測量和設定距離的比例尺設於瞄準鏡視野以內的刻度標線，這使得十字線無需將射手的眼睛從目標上分離；
- 鏡架可保持步槍對目標射擊距離的安裝平穩性和高精度；
- 瞄準鏡藉由皮卡汀尼（MIL-STD-1913、STANAG 2324）戰術附件導軌界面系統裝設於步槍以上。

## 結構
瞄準鏡、包括鏡架在內的重量約為1.3千克。
鏡架是由鋁合金所製成，裝有傳統瞄準鏡環，可用作標準瞄準鏡座。瞄準鏡架裝設在步槍以上的位置是在最末端位置（與PSO-1的最前端位置形成對比）。藉由兩顆標準的三號電池（AA）為瞄準鏡供電的電池盒有著3伏特的電壓。電池盒設有2個適配器外殼，一個用於冬季照明系統，第二個用於1.5伏特的AA電池。（配有橡膠外殼的）PSO標準配置的電源按鈕則是並無亮度調節。超子本身，可配用於SVD、SVDK、SV-98、ASVK等狙擊步槍以上，並且以鏡架以上的兩個鏡環所固定。前環由兩顆窄螺絲所固定，後環則是四顆寬螺絲。
與軍用型PSO-1M2和PO 6×36M相比，超子的影像亮度更為明顯，並且瞄準標線的線條更纖細更清晰。在可見部分邊緣的圖像邊界亦同樣清晰。與6×36M的標線相比，1P59的標線幾乎纖細了3倍。主要的瞄準標線本身，亦很顯然地比PSO和軟PO尖銳。鏡內刻有光罩，然後填充琺瑯質。
由於採用了可變放大倍率，通過使用測量到已知尺寸的目標的距離的方法，加上平滑的變焦變化的利用，可使得目標的圖像符合光學儀器的測距儀標記。

## 光學規格和尺寸
- 放大倍率：3—10倍
- 視角：7.8-2.5°
- 出瞳距离：70毫米（2.75英寸）
- 出瞳直径：10.2—4毫米（0.4—0.16英吋）
- 光亮照明的電源供應：2顆三號電池（AA）
- 標線（英语：Reticle）光源電源（ER6S，锂）電壓：3V
- 最大光學分辨精確度（MOA）：
  - 在3倍：20弧分
  - 在10倍：6角分
- 瞄準角的精度誤差：不超過1秒
- 瞄準距離：
  - 自動進入瞄準角度：100—1,000公尺
  - 通過測距標記：1,050—1,500公尺
- 瞄準鏡標線的對齊範圍：
  - 高低：±0—10,000
  - 左右：±0—10,000

## 外部連結
- （俄文）—Обсуждение оптического прицела «Гиперон» на сайте forum.guns.ru/ （页面存档备份，存于）
- （俄文）—Панкратический прицел «Гиперон» на сайте russianguns.ru （页面存档备份，存于）